# Zdzisław Myrda
Zdzisław Myrda (ur. 29 stycznia 1951 w Siedliskach, zm. 6 lipca 2020 tamże) – polski trener i koszykarz, reprezentant kraju, olimpijczyk. Absolwent warszawskiej AWF (1984).
W drużynie narodowej (1974–1980) rozegrał 139 spotkań i zdobył 1261 pkt. Wystąpił na Letnich Igrzyskach Olimpijskich 1980. 
W barwach Resovii zdobył Puchar Polski edycji 1973/1974 i został wybrany najlepszym zawodnikiem turnieju finałowego. Zdobył tytuł Koszykarza Roku w 1975 roku.
W ramach plebiscytu na najpopularniejszego sportowca Polski południowo-wschodniej, organizowanego przez dziennik „Nowiny”, otrzymał tytuł honorowego sportowca roku 1987.

## Działacz
Wiceprezes ds. sportowych MKS Rzeszów, prezes MKS V LO Rzeszów, prezes Rzeszowskiego Okręgowego Związku Koszykówki (przez rok), wiceprezes ds. organizacyjno-finansowych Podkarpackiego Związku Koszykówki (dwie kadencje), wiceprezes ds. finansowych Podkarpackiego Stowarzyszenia Związków Sportowych, członek zarządu Polskiej Federacji Sportu Młodzieżowego, wiceprezes ds. sportowych KKS Resovia. Pracował jako nauczyciel wf i trener. Kandydat z listy Kandydaci Komitetu Wyborczego Wyborców Tadeusza Ferenca „Rozwój Rzeszowa” w wyborach samorządowych 2006, z 481 głosami mandatu nie uzyskał
Odznaczony Brązowym i Złotym (2005) Krzyżem Zasługi.

## Osiągnięcia
Drużynowe
- Mistrz Polski (1975)
- Wicemistrz Polski (1973, 1974, 1979)
- Brązowy medalista mistrzostw Polski (1976, 1977)
- Zdobywca pucharu Polski (1974)
- Finalista pucharu Polski (1973)
- Awans do najwyższej klasy rozgrywkowej z Resovią (1971, 1987)
- Uczestnik rozgrywek:
  - II rundy Pucharu Europy Mistrzów Krajowych (1975/96)
  - TOP 16 Pucharu Koracia (1977/78)

Indywidualne
- Koszykarz roku polskiej ligi (1975)
- Zaliczony do I składu najlepszych zawodników polskiej ligi (1979, 1980)

Reprezentacja
- Uczestnik:
  - igrzysk olimpijskich (1980 – 7. miejsce)
  - mistrzostw Europy:
    - 1973 – 12. miejsce, 1975 – 8. miejsce, 1979 – 7. miejsce
    - mistrzostw Europy U–18 (1970 – 6. miejsce)
- Brąz turnieju Alberta Schweitzera U–18 (1969 – Mannheim)

## Życie prywatne
Syn Antoniego i Elżbiety Dudek. Żonaty (Irena Kruczek), ma dwóch synów: Wojciech Myrda (zm.  2018) – były koszykarz ligi NCAA i Awtodorożnik Saratow oraz Tomasz. Mieszkał w Rzeszowie.